# Beijing Schmidt CCD Asteroid Program
Beijing Schmidt CCD Asteroid Program (BAO Schmidt CCD Asteroid Program, SCAP) – projekt zapoczątkowany w maju 1995 roku przez Pekińskie Obserwatorium Astronomiczne i finansowany przez Chińską Akademię Nauk. Celem projektu była obserwacja obiektów bliskich Ziemi, w szczególności planetoid, komet i meteoroidów.
Między 1995 a 1999 rokiem SCAP odkrył 1 nową kometę oraz 2460 nowych planetoid.